# Elodie Guiglion
Elodie Guiglion (18 de janeiro de 1990) é uma jogadora de rugby sevens francesa.

## Carreira
Elodie Guiglion integrou o elenco da Seleção Francesa Feminina de Rugbi de Sevens, na Rio 2016, que foi 6º colocada.